# Licón de Tróade

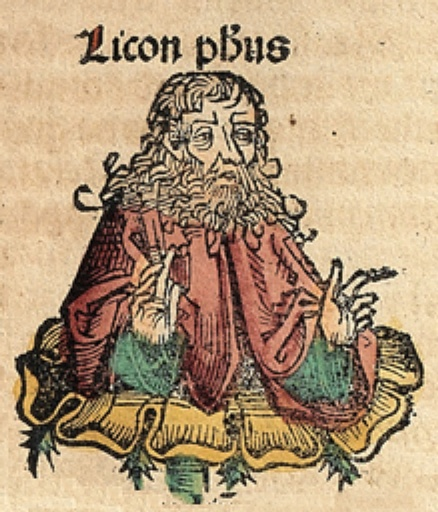
El antiguo filósofo griego Licón de Tróade, ilustrado en "La Crónica de Núremberg".

Licón de Tróade (Λύκων) fue un filósofo de la escuela peripatética que vivió en el siglo III a. C.
Después de Aristóteles, el Liceo tuvo a su frente a los escolarcas Teofrasto (322-287 a. C.), Estratón de Lámpsaco (287-268 a. C.), hijo de Arcesilao, y Licón de Tróade (268-224 a. C.)
Orador y escritor, Licón participó en el desarrollo de la Biblioteca de Pérgamo.
Aristón de Ceos le sucedió en el Liceo.

Estratón tuvo por sucesor a Licón de Tróade, hijo de Astianax, hombre elocuente y muy versado en pedagogía. Le gustaba decir que hacía falta conducir a los niños con pudor y ambición, como se conduce a los caballos con el freno y la espuela.
Diógenes Laercio, Vidas, opiniones y sentencias de los filósofos más ilustres  
Traducción al francés de Robert Genaille, 1933: Licón.